# Зоран Поњавић
Проф. др Зоран Поњавић (Никојевићи код Ужица, 1953) је доктор правних наука, бивши проректор Универзитета у Крагујевцу и редовни професор у пензији Правног факултета Универзитета у Крагујевцу. Пензионисан је у септембру 2018. године.
Рођен је 7. маја 1953. године у Никојевићима код Ужица. У Севојну је завршио основну школу, а Гимназију у Ужицу. После дипломирања на Правном факултету у Крагујевцу 1976. године, запослио се две године касније на истом факултету као асистент приправник за предмет Породично право.
1981. године одбранио је магистарски рад на Правном факултету у Београду на тему „Брачне сметње“, а 1984. године на Правном факултету у Крагујевцу одбранио докторску дисертацију под називом „Споразумни развод брака“.
Године 1985. изабран у звање доцента за предмет Породично право на Правном факултету у Крагујевцу, да би 1990. године био реизабран у звање доцента.
Године 1992. изабран је у звање ванредног професора за предмет Породично право, а 1998. за редовног професора. Одлуком Наставно-научног већа Правног факултета у Крагујевцу изабран је и за предавача на предмету Медицинско право.
До сада је више пута боравио у Француској као стипендиста наше владе.
До сада је учествовао у наставним активностима по уговору на више факултета у земљи. На Правном факултету у Београду једне школске године и већ дуже времена на Правном факултету у Нишу и Приштини.
Учествовао у више научних пројеката. Био је ангажован у два пројекта Републике Србије: „Припреме за доношење јединственог грађанског законика“ и „Слободе и права човека и грађанина у концепту новог законодавства Републике Србије“.
На Правном факултету у Крагујевцу до сада је био продекан за наставу и Директор Института за правне и друштвене науке. Бивши је главни и одговорни уредник часописа Гласник права.
Учествовао је више пута као члан Законодавне комисије у изради Породичног закона Републике Србије, члан је Етичког одбора Клиника за гинекологију и акушерство Клиничког центра у Крагујевцу.
Предмет научног интересовања су готово све области породичног права. Поред овога бави се и медицинским правом, пре свега питањима везаним за прекид трудноће.

### Књиге
1. Брак и Развод, монографија, Институт за правне и друштвене науке, Правни факулет у Крагујевцу, 1991. година. стр. 192.
2. Породично право, уџбеник, заједно са М. Ј. Комар и Р. Кораћ, Дечје новине, Горњи Милановац, (1994). стр. 412.
3. Породично право, друго измењено и допуњено издање, заједно са М. Ј. Комар и Р. Кораћ, Номос, Београд, (1995). стр. 368.
4. Породично право, уџбеник, треће измењено и допуњено издање, заједно са М. Ј. Комар и Р. Кораћ, Номос, Београд, (1996). стр. 387.
5. Прекид трудноће - правни аспекти, Номос, Београд, (1997). стр. 205.
6. Породично право, четврто издање, Номос, Београд, 1999.
7. Остваривање и заштита права на законско издржавање, приредио, (приређивач), Крагујевац, 2002.

### Научни и стручни радови
1. „О кривици за развод брака“, Гласник Правног факултета у Крагујевцу, (1981). стр. 67-78.
2. „Малолетство као брана сметња“, Гласник Правног факултета у Крагујевцу, (1982). стр. 93-104.
3. „Једно ограничење права на тужбу за развод брака“, Гласник Правног факултета у Крагујевцу, (1984). стр. 112-118.
4. „Обавеза родитеља да издржавају пунолетну децу због школовања“, Правни живот, Београд, 4/ (1985). стр. 437-449.
5. „Могућност искључења права на супружанско издржавање после раскида брака“, Правна мисао - Сарајево, 11-12/ (1985). стр. 46-55.
6. „Споразумни развод брака са заједничком малолетном децом у законодавству СР Србије“, Гласник Правног факултета у Крагујевцу, (1985). стр. 108-116.
7. „Појам споразумног развода брака“, Анали Правног факултета у Београду, 5/ (1987). стр. 580—586.
8. „Поништење или развод брака“, Правни живот, Београд, 11/ (1987). стр. 1157—1166.
9. „Очинство детета и биолошка истина“, Наша законитост, Загреб, 6/ (1988). стр. 747—757.
10. „Обавеза верности у брачној и ванбрачној заједници“, Гласник Правног факултета у Крагујевцу, (1989). стр. 58-69.
11. „Заједничка имовина породичне заједнице (појам и претпоставке)", Правни живот, 7-8/ (1990). стр. 1037-1046.
12. „Социолошко-правни аспекти породице и својине“, Пословна политика, децембар, (1990). стр. 61-63.
13. „Допринос породичног права еманципацији жена“, Жена, Загреб, 1, (1991). стр. 11-20.
14. „Објективни бракоразводни систем и његова ограничења“, Анали ПФ у Београду, 4/ (1991). стр. 417-429.
15. Ф. Терее, Л´енфант де л´есцлаве, приказ, Гласник Правног факултета у Крагујевцу,1991.
16. „Право на слободно родитељство и субјекти овога права“, Гласник ПФ у Крагујевцу, (1991). стр. 62-74.
17. „Право детета на сазнање порекла и наше породично право“, Гласник права, Крагујевац, к. И. стр. 4, (1992). стр. 191-200.
18. „Пренатална штета“, Правни живот, 11-12, 1992, II том. стр. 1811-1824.
19. „Правни оквири за остваривање права на вештачку оплодњу“, Становништво, јул-децембар 1993, јан.-јун (1994). стр. 73-83.
20. „Изјава о неоспоравању основаности тужбеног захтева у поступку за развод брака“, Право-теорија и пракса, 11-12/ (1995). стр. 103-111.
21. „Правни статус зачетог детета у нашем праву“, Правни живот, 7-8/ (1995). стр. 77-90.
22. „Брачни уговор“, Анали Правног факултета у Београду, (1995). стр. 519-530.
23. „Право на прекид трудноће“, Правни живот, 9/ (1995). стр. 105-120.
24. „Уговор о прекиду трудноће“, Правни живот, 9/ (1996). стр. 263-282.
25. „Диспозиција странака у бракоразводној парници“, Правни живот, 12/1997, т. ИВ. стр. 207—217.
26. „Уговор о породичном смештају као уговор радног права“, Радно и социјално право, 7-9/98. стр. 337-346.
27. „Уговори којима се уређују лични односи у породичном праву“, Правни живот, 9/ (1998). стр. 669—683.
28. „Правни положај оца у нашем праву“, Правни живот, 9/2000, стр.
29. „Одређивање висине издржавања“, Право теорија и пракса, Н. Сад, 7-8/2000 pp. 8–13.
30. „Заснивање монопаренталне породице - право или хендикеп“, Правни живот, 9/ (2001). стр. 481-491.
31. „Правни значај сродства“, Правни живот, 9/ (2002). стр. 677—693.
32. "(Не)могућност коришћења силе у поступку вештачења крвних група пред парничним судом“, Про ет цонтра, Београд, 1/ (2002). стр. 37-45.
33. „Европска конвенција за заштиту људских права и право на поштовање породичног живота“, Правни живот, 9/ (2003). стр. 821-840.

### Зборници радова
1. „Учешће суда и органа старатељства у поступку мирења брачних другова“, Сарадња суда и органа старатељства у примени нових породичних закона, Правни факултет у Београду, Београд, (1984). стр. 3о-40.
2. „Породичноправни положај ванбрачне мајке“, Проблеми породице, једнакости полова и тзв. женског питања у социјализму, Економски факултет у Крагујевцу, 1988, Крагујевац.
3. „Неки породично правни аспекти положаја жене који су од утицаја на њено економско ослобођење“, Проблеми привредног раста и (не)запослености у СР Србији, специјални број Годишњака Економског факултета у Крагујевцу, (1988). стр. 350—365.
4. „Правни аспект раскида брака“, Иновације знања из судске психијатрије, Ниш, 1985.
5. „Допринос породичног права еманципацији жена“, Светозареви сусрети, 1989, Светозарево (Јагодина).
6. „Породично право професора Михаила Митића“, Рад и дело професора Михаила Митића, Правни факултет Ниш, (1994). стр. 10-13.
7. „Значај сагласности воља у брачном праву СГЗ-а и ЗБПО“, 150 година СГЗ-а, Правни факултет у Нишу, Ниш, (1995). стр. 102-111.
8. „Развод брака и уговор о закупу стана“, Правни односи у стамбеној области, Правни факултет у Нишу, Ниш, (1995). стр. 58-67.
9. „Остваривање права на слободно родитељство нерађањем“, Становништво СР Југославије на почетку деведесетих са посебним освртом на Косово и Метохију, Економски факултет у Приштини, Приштина, (1995). стр. 77-83.
10. „Правни статус зачетог детета у нашем праву (посебно породичном)", Породица, права детета и развој у СР Југославији, Београд, (1995). стр. 137-150.
11. „Старалац као законски заступник“, Реформа породичног законодавства, Правни факлултет у Београду, Београд, (1996). стр. 312-331.
12. „Право на прекид трудноће“, у: Актуелни правни проблеми у медицини, (редакција Ј. Радишић), Институт друштвених наука у Београду, (1996). стр. 49-69.
13. „Способност остваривања права на слободно родитељство“, Србија и европско право“, књ. И, Правни факултет у Крагујевцу, (1996). стр. 247-264.
14. „Осврт на члан 7. став 1 Конвенције о правима детета и законодавство Србије“, Права детета у свету и Југославији, зборник радова, Београдски центар за људска права, Београд, (1997). стр. 145—158.
15. „Развод брака уговорних страна из уговора о доживотном издржавању“, Уговор о доживотном издржавању, зборник радова, Правни факултет у Нишу, Ниш. стр. 11-15.
16. „Законодавство о прекиду трудноће и популациона политика“, Актуелни проблеми демографског развоја АП Војводине, Зборник Матице српске, Нови Сад, (1997). стр. 69—79.
17. „Заједница живота- основ породичних и наследних права брачног друга“, Новине у Закону о наслеђивању, зборник радова, Правни факултет у Крагујевцу, Крагујевац, (1998). стр. 15-24.
18. „Правна заштита шире породице“, Србија и европско право, књ. II, Крагујевац, (1998). стр. 261-271.
19. „Устав и породица“, Србија и европско право, књ. III, Крагујевац, (1998). стр. 292-302.
20. „Извршење судских одлука о поверавању деце“, Двадесет година Закона о извршном поступку, Правни факултет у Нишу, Ниш, (1999). стр. 165-175.
21. „Извршење предајом детета“, Актуелна питања савременог законодавства, Београд, (2000). стр. 317-327.
22. „Остваривање породичне солидарности“, Србија и европско право, Крагујевац, књ. ИВ, (2000). стр. 317-327.
23. „Извршење одлука о издржавању“, Нови закон о извршном поступку, зборник радова, Ниш, (2001). стр. 165-171.
24. „Између породичне и друштвене солидарности“, Остваривање и заштита права на законско издржавање, зборник радова, Крагујевац, (2002). стр. 3-11.
25. „Шта је остало од претпоставке очинства“, Србија и европско право, књ. В, Крагујевац, (2002). стр. 343-360.
26. „Правни значај сродства“, Слободе и права човека и грађанина. књ. И, Крагујевац, (2002). стр. 493-510.
27. „О месту породичног права у правном систему - историјат и упоредни преглед“, Грађанска кодификација, Ниш, (2002). стр. 139-150.
28. „Принудна хоспитализација, наше и међународно право“, Двадесет година Закона о ванпарничном поступку, зборник радова, Ниш, (2003). стр. 131—147.
29. „Значај поделе породичног права на лично и имовинско“, Грађанска кодификација, Ниш, 2003, св.2. стр. 393-404.